# Млин Гладкіх

Млин Гладіх на початку XX ст.

Млин Гладкіх — відома будівля колишнього млина у Харкові на набережній біля Горбатого мосту. Знаходиться за адресою вулиця Чигирина, 13/3. Будівля використовувалась як млинний комбінат з кінця XIX ст. щонайменше до середини XX ст.. Довгий час будівля простояла занедбаною, доки наприкінці 2010-х не стала частиною комплексу IT Park Manufactura. Після реконструкції використовується як офісний центр.

## Історія
У 1860-ті роки купець Андрій Задонский побудував на цьому місці торгові бані, а також перший млин. Через деякий час будівля Задонського змінила кілька власників, поки у 1893 році будівлю не придбав харківський купець на ім'я Василь Гладкіх. Він використував стару будівлю під парові машини, а також почав будівництво нового млина.
Проте, через раптову смерть Василя Гладікіх, будівництво млина продовжила його дружина та спадкоєміці. Довелось вкладати кредитні кошти, аби завершити довготривале будівництво.
У 1893 році будівництво було завершено й млин почав роботу.
У 1899 на млині сталась масштабна пожежа, через що будівля майже повністю вигоріла зсередини.
У 1904 році власники млина закінчили реконструкцію будівлі, та заново запустили борошномельне виробництво.
У радянські роки будівля продовжувала використовуватись як борошномельний комбінат, щонайменше до середини XX ст...

## Млин Гладкіх сьогодні
Багато років млин простояв занедбаним, та як це зазвичай буває з подібними будівлями, швидко перетворився на одну з візитівок міста (подібно до Даху Світу[джерело не вказане 1576 днів]).
Після реконструкції будівлі у 2019 році, зі зміненням зовнішнього виду пам'ятки, вона стала офісним центром та частиною комплексу IT Park Manufactura.